# Diana Bracho
Diana Bracho Bordes, née à Mexico, au Mexique, est une actrice mexicaine. 

## Biographie
Diana Bracho est la fille de l'acteur et réalisateur Julio Bracho, et la nièce de l'actrice Andrea Palma. Elle est aussi la tante de l'acteur Julio Bracho (du nom de son grand-père). 
Elle épouse Felipe Bracho, professeur d'université avec qui elle a une fille, Andrea. Elle se marie en secondes noces à Rafael Cortes, un artiste, designer et peintre qui est mort en mars 2011.

## Carrière

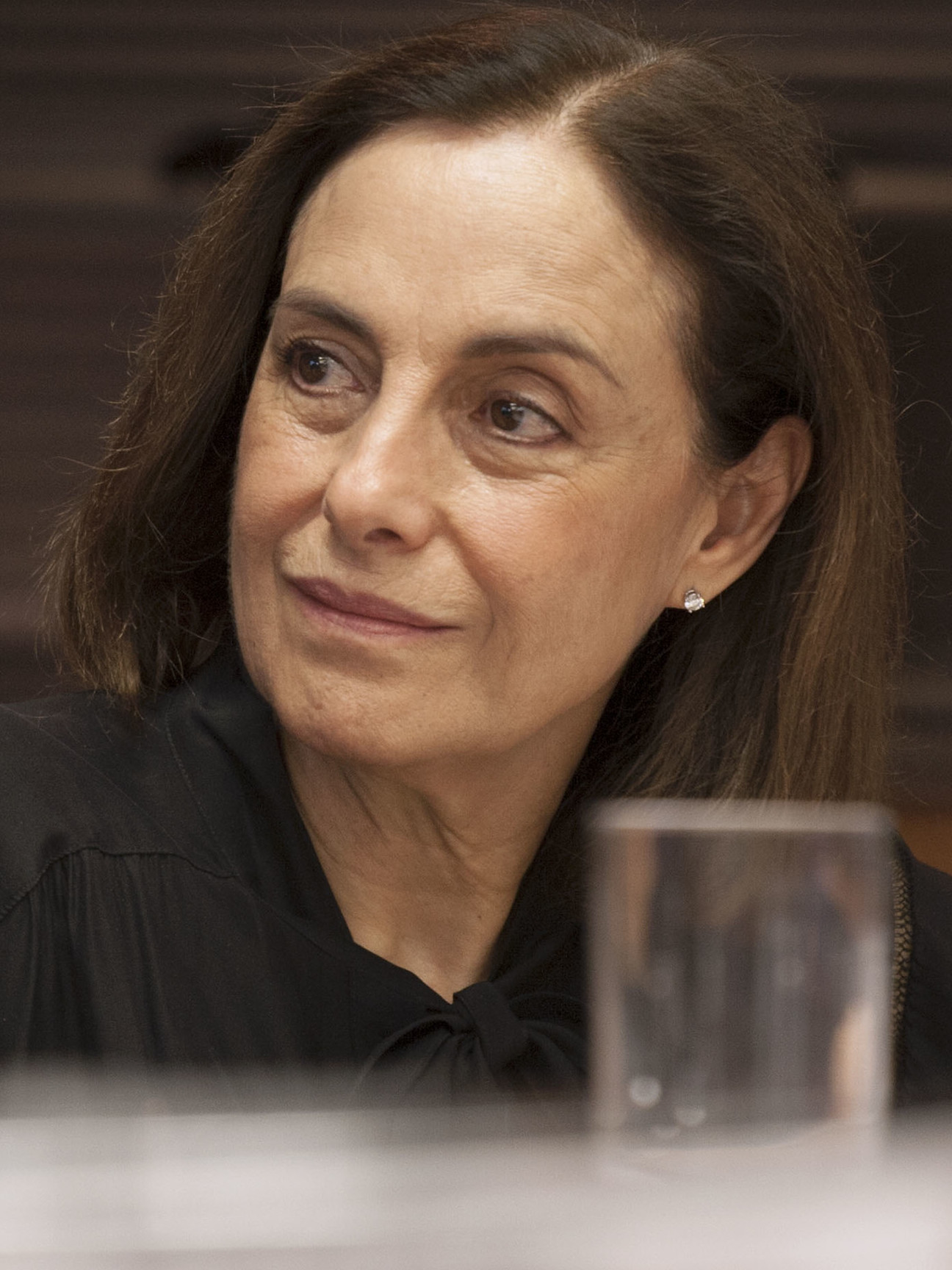
Diana Bracho en 2015.

Diana Bracho fait ses débuts au cinéma en tant qu'enfant actrice dans deux des films de son père, San Felipe (1949) et Immaculate Conception (1950). Elle étudie la philosophie et les lettres à New York. Elle fait ses débuts professionnels sur scène dans la pièce Israfel d'Abelardo Rodríguez aux côtés de Sergio Bustamante. Ses débuts à la télévision remontent à 1973.  
Diana Bracho remporte le prix Silver Ariel à deux reprises, la première fois en 1973 et le deuxième pour El infierno, de todos tan temído. Elle est nommée pour le prix de la meilleure actrice pour Actes de Marusia (1976) et Entre Pancho Villa y una mujer desnuda (1996). Le 6 août 2002, elle est nommée présidente de l'Academia Mexicana de Artes y Ciencias Cinematográficas. Elle est impliquée dans des coproductions avec d'autres pays comme El jugador de ajedrez (France), Edmilson (Allemagne), Les Chiens de guerre (Grande-Bretagne), The Aleph (Italie), La leyenda del tambor (Espagne), Antonieta (Espagne) et Comme un vol d'aigles (États-Unis). 
Elle joue dans plusieurs séries télévisées et feuilletons, notamment elle est Leonora Navarro dans la telenovela Cuna de lobos (1986), produite par Carlos Tellez. Elle joue également la méchante Evangelina Vizcaíno dans Cadenas de Amargura (1991), produit par Carlos Sotomayor. Elle devrait jouer le rôle de la veuve noire dans la troisième saison de Mujeres Asesinas. Bien qu'elle soit confirmée pour jouer dans la nouvelle telenovela de Salvador Mejía, La tempestad, elle rejette sa participation.

## Filmographie
| Année | Titre                                  | Rôle                       | Notes         |
| ----- | -------------------------------------- | -------------------------- | ------------- |
| 1949  | Felipe de Jesús                        | Rosalia                    | Non créditée  |
| 1950  | Immaculate                             | Rosalia                    |               |
| 1973  | Le Château de la pureté                | Utopía                     |               |
| 1974  | L'Inquisition                          | Mariana de Carvajal        |               |
| 1974  | El encuentro de un hombre solo         | Renata Castillo            |               |
| 1975  | El cumpleaños del perro                | Silvia Ballesteros         |               |
| 1976  | Actes de Marusia                       | Luisa                      |               |
| 1976  | El hombre del puente                   | La Muchacha                |               |
| 1976  | Las Poquianchis                        | Adelina                    |               |
| 1977  | No More, No Less                       |                            |               |
| 1979  | La tía Alejandra                       | Lucía                      |               |
| 1980  | Les Chiens de guerre                   | Nun                        |               |
| 1981  | El infierno de todos tan temido        | Andrea                     |               |
| 1981  | La leyenda del tambor                  | Paula                      |               |
| 1981  | El héroe desconocido                   | Chela                      |               |
| 1982  | Antonieta                              | Juana                      | Non créditée  |
| 1982  | Yo no lo se de cierto, lo supongo      | Dalia                      |               |
| 1986  | Redondo                                | María Magdalena            |               |
| 1988  | El secreto de Romelia                  | Dolores de Román           |               |
| 1992  | Serpientes y escaleras                 | Adelaida                   |               |
| 1996  | Entre Pancho Villa y una mujer desnuda | Gina López                 |               |
| 1997  | Un baúl lleno de miedo (en)            | Cristina de Estévez        |               |
| 1998  | Al borde                               | Sarah Narro                |               |
| 1998  | La otra conquista                      | Doña Juana                 |               |
| 2001  | Y tu mamá también                      | Silvia Allende de Iturbide |               |
| 2002  | Me llamo Benjamín                      | Diana                      | Court métrage |
| 2002  | Vivir mata                             | Reportera                  |               |
| 2002  | Las caras de la luna (en)              | Magdalena Hoyos            |               |
| 2003  | El umbral                              | Mercedes                   | Court métrage |
| 2003  | Dreaming of Julia                      | Beta                       |               |
| 2007  | J-ok'el                                | J-ok'el                    |               |
| 2007  | Eros una vez María                     | María, madre de Tonatiuh   |               |
| 2007  | Quemar las Naves                       | Catalina                   |               |
| 2008  | 3:19                                   | Lucía                      |               |
| 2008  | Divina confusión                       | Julia                      |               |
| 2009  | Cabeza de buda                         | mère de Tomás              | Voix          |
| 2010  | Martín al amanecer                     | Lucía                      |               |
| 2011  | Mi universo en minúsculas              | Josefina                   |               |
| 2015  | María Bonita                           | María Félix                |               |
| 2015  | Apasionado Pancho Villa                | Sra Corral                 |               |

### Performances télévisées
| Année   | Titre                        | Rôle                                  | Notes                                                 |
| ------- | ---------------------------- | ------------------------------------- | ----------------------------------------------------- |
| 1973    | Mi primer amor               | Elena                                 |                                                       |
| 1973    | Los miserables               | Cosette                               |                                                       |
| 1974    | La Maison de Bernarda Alba   | Amelia                                | Television film                                       |
| 1979    | El amor llego mas tarde      | Mrs. Dobuti                           |                                                       |
| 1979    | Ángel Guerra                 | Lorenza                               |                                                       |
| 1981    | Los Pardaillan               | Luisa                                 |                                                       |
| 1981    | Histoires extraordinaires    |                                       | "Le joueur d'échecs de Maelzel" (Saison 1, épisode 1) |
| 1982    | Leona Vicario                | Leona Vicario                         |                                                       |
| 1985    | Esperándote                  | Isabel                                |                                                       |
| 1986    | Sur les ailes de l'aigle     | Mrs. Dobuti                           | "Part II" (Saison 1, épisode 2)                       |
| 1986    | Cuna de lobos                | Leonora Navarro Castillejos de Larios |                                                       |
| 1988    | Pasión y poder               | Ana Laura Gómez Luna                  |                                                       |
| 1991    | Cadenas de amargura          | Evangelina Vizcaíno                   |                                                       |
| 1993    | Capricho                     | Eugenia                               |                                                       |
| 1994    | El vuelo del águila          | Sara Pérez de Madero                  |                                                       |
| 1995    | Mujer, casos de la vida real | Aurora                                | "Quién soy yo?" (Season 11, Episode 3)                |
| 1995    | Alondra                      | Alondra                               |                                                       |
| 1995–96 | Retrato de familia           | Alondra                               |                                                       |
| 1998–99 | El privilegio de amar        | Young Ana Joaquina Velarde            |                                                       |
| 1999    | Infierno en el paraíso       | Dariana Valdivia                      |                                                       |
| 2001    | El derecho de nacer          | Clemencia Rivera de del Junco         |                                                       |
| 2003    | Bajo la misma piel           | Sara Ortiz Escalante de Murillo       |                                                       |
| 2006    | Heridas de amor              | Bertha de Aragón                      |                                                       |
| 2007    | Sexo y otros secretos        | Isadora                               | 4 episodes                                            |
| 2008    | Fuego en la sangre           | Gabriela Acevedo de Elizondo          | Main Antagonist                                       |
| 2010    | Locas de amor                | Regina                                |                                                       |
| 2010    | Mujeres asesinas             | Norma Blanco                          | "Las Blanco, viudas" (Season 3, Episode 4)            |
| 2011    | Rafaela                      | Morelia                               | Main Antagonist                                       |
| 2013–14 | Quiero amarte                | Lucrecia                              | Main Antagonist                                       |
| 2016    | El hotel de los secretos     | Teresa de Alarcón                     | Main Antagonist                                       |
| 2017    | Mi marido tiene familia      | Blanca Gómez de Córcega               | Co-Protagonist                                        |
| 2018    | Mi marido tiene más familia  | Blanca Gómez de Córcega               | Co-Protagonist                                        |

## Récompenses et nominations
| An   | Prix               | Catégorie                      | Telenovela          | Résultat   |
| ---- | ------------------ | ------------------------------ | ------------------- | ---------- |
| 1987 | Premios TVyNovelas | Meilleure actrice principale   | Cuna de lobos       | Lauréat    |
| 1992 | Premios TVyNovelas | Meilleure actrice principale   | Cadenas de amargura | Lauréat    |
| 1994 | Premios TVyNovelas | Meilleure antagoniste féminine | Capricho            | Lauréat    |
| 2007 | Premios TVyNovelas | Meilleure première actrice     | Heridas de Amor     | Nomination |
| 2009 | Premios TVyNovelas | Meilleure antagoniste féminine | Fuego en la sangre  | Lauréat    |